# Plasticitat dependent de l'ocurrència dels polsos
La plasticitat dependent de l'ocurrència dels polsos (amb acrònim anglès STDP) és un procés biològic que ajusta la força de les connexions entre les neurones del cervell. El procés ajusta les forces de connexió en funció del temps relatiu dels potencials d'acció (o pics) d'entrada i sortida d'una neurona en particular. El procés STDP explica parcialment el desenvolupament depenent de l'activitat del sistema nerviós, especialment pel que fa a la potenciació a llarg termini i la depressió a llarg termini.
Sota el procés STDP, si un pic d'entrada a una neurona tendeix, de mitjana, a produir-se immediatament abans de l'espiga de sortida d'aquesta neurona, llavors aquesta entrada en particular es fa una mica més forta. Si un pic d'entrada tendeix, de mitjana, a produir-se immediatament després d'un pic de sortida, aleshores aquesta entrada en particular es fa una mica més feble, per tant: "plasticitat depenent del temps de pic". Així, les entrades que podrien ser la causa de l'excitació de la neurona postsinàptica tenen encara més probabilitats de contribuir en el futur, mentre que les entrades que no són la causa de l'espiga postsinàptica tenen menys probabilitats de contribuir en el futur. El procés continua fins que queda un subconjunt del conjunt inicial de connexions, mentre que la influència de totes les altres es redueix a 0. Com que una neurona produeix un pic de sortida quan moltes de les seves entrades es produeixen en un període breu, el subconjunt d'entrades que queden són aquelles que tendeixen a estar correlacionades en el temps. A més, com que les entrades que es produeixen abans de la sortida s'enforteixen, les entrades que proporcionen la primera indicació de correlació es convertiran finalment en l'entrada final a la neurona.
Els receptors NMDA postsinàptics són molt sensibles al potencial de membrana (vegeu detecció de coincidències en neurobiologia). A causa de la seva alta permeabilitat pel calci, generen un senyal químic local que és més gran quan el potencial d'acció de retropropagació a la dendrita arriba poc després que la sinapsi estigués activa (pre-post-spiking). Se sap que els grans transitoris de calci postsinàptic desencadenen la potenciació sinàptica (potenciació a llarg termini). El mecanisme per a la depressió depenent del temps d'espiga s'entén menys, però sovint implica l'entrada de calci depenent del voltatge postsinàptic/l'activació de mGluR, o bé endocannabinoides retrògrads i NMDAR presinàptics.
Els receptors NMDA postsinàptics són molt sensibles al potencial de membrana (vegeu detecció de coincidències en neurobiologia). A causa de la seva alta permeabilitat pel calci, generen un senyal químic local que és més gran quan el potencial d'acció de retropropagació a la dendrita arriba poc després que la sinapsi estigués activa (pre-post-spiking). Se sap que els grans transitoris de calci postsinàptic desencadenen la potenciació sinàptica (potenciació a llarg termini). El mecanisme per a la depressió depenent del temps d'espiga s'entén menys, però sovint implica l'entrada de calci depenent del voltatge postsinàptic/l'activació de mGluR, o bé endocannabinoides retrògrads i NMDAR presinàptics.